# Perry Mason (Fernsehserie, 1957)/Episodenliste
Diese Episodenliste bietet einen Überblick über die Episoden der US-amerikanischen Fernsehserie Perry Mason. Die Serie umfasst 271 Episoden in 9 Staffeln zu jeweils 50 Minuten sowie 30 Fernsehfilme. Die Folge 262 (Der Fall mit dem schüchternen Schurken) wurde als einzige in Farbe produziert.

## Übersicht
| Staffel | Episodenanzahl | Erstausstrahlung USA | Erstausstrahlung USA | Deutschsprachige Erstausstrahlung (D) | Deutschsprachige Erstausstrahlung (D) |
| Staffel | Episodenanzahl | Staffelpremiere      | Staffelfinale        | Staffelpremiere                       | Staffelfinale                         |
| ------- | -------------- | -------------------- | -------------------- | ------------------------------------- | ------------------------------------- |
| 1       | 39             | 21. Sep. 1957        | 28. Juni 1958        | 20. Nov. 1959                         | 4. Jan. 1991                          |
| 2       | 30             | 20. Sep. 1958        | 27. Juni 1959        | 6. Dez. 1961                          | 17. Jul. 1992                         |
| 3       | 26             | 3. Okt. 1959         | 11. Juni 1960        | 11. Aug. 1962                         | 10. Jan. 1992                         |
| 4       | 28             | 17. Sep. 1960        | 10. Juni 1961        | 17. Jan. 1992                         | 28. Aug. 1992                         |
| 5       | 30             | 2. Sep. 1961         | 26. Mai 1962         | 4. Sep. 1992                          | 9. Apr. 1993                          |
| 6       | 28             | 27. Sep. 1962        | 16. Mai 1963         | 16. Apr. 1993                         | 22. Okt. 1993                         |
| 7       | 30             | 26. Sep. 1963        | 21. Mai 1964         | 29. Okt. 1993                         | 8. Mai 1994                           |
| 8       | 30             | 24. Sep. 1964        | 13. Mai 1965         | 15. Mai 1994                          |                                       |
| 9       | 30             | 12. Sep. 1965        | 22. Mai 1966         |                                       |                                       |

## Staffel 1
| Nr. (ges.) | Nr. (St.) | Deutscher Titel                            | Originaltitel       | Erstausstrahlung USA | Deutschsprachige Erstausstrahlung (D) |
| ---------- | --------- | ------------------------------------------ | ------------------- | -------------------- | ------------------------------------- |
| 1          | 1         | Der Fall mit den zwei Revolvern            | Restless Redhead    | 21. Sep. 1957        | 14. Juni 1960                         |
| 2          | 2         | Der Fall mit der Nichte des Schlafwandlers | Sleepwalker’s Niece | 28. Sep. 1957        | 1. Sep. 1960                          |
| 3          | 3         | Der Fall mit dem unbequemen Aktionär       | Nervous Accomplice  | 5. Okt. 1957         | 24. Mai 1960                          |
| 4          | 4         | Der Fall mit der ertrinkenden Ente         | Drowning Duck       | 12. Okt. 1957        | 4. Apr. 1961                          |
| 5          | 5         | Der Fall mit dem eigensinnigen Mädchen     | Sulky Girl          | 19. Okt. 1957        | 26. Juli 1961                         |
| 6          | 6         | Der Fall mit dem stillen Teilhaber         | Silent Partner      | 26. Okt. 1957        | 22. Nov. 1960                         |
| 7          | 7         | Der Fall mit den vielen Fußspuren          | Angry Mourner       | 2. Nov. 1957         | 30. März 1990                         |
| 8          | 8         | Der Fall mit dem geküßten Toten            | Crimson Kiss        | 9. Nov. 1957         | 6. Apr. 1990                          |
| 9          | 9         | Der Fall mit der jungen Anhalterin         | Vagabond Vixen      | 16. Nov. 1957        | 27. Apr. 1990                         |
| 10         | 10        | Der Fall mit der verschwundenen Leiche     | Runaway Corpse      | 23. Nov. 1957        | 3. Aug. 1990                          |
| 11         | 11        | Der Fall mit der schiefen Kerze            | Crooked Candle      | 30. Nov. 1957        | 20. Apr. 1990                         |
| 12         | 12        | Der Fall mit der verfolgten Meerjungfrau   | Negligent Nymph     | 7. Dez. 1957         | 8. Juni 1990                          |
| 13         | 13        | Der Fall mit der Laus im Pelz              | Moth-Eaten Mink     | 14. Dez. 1957        | 20. Nov. 1959                         |
| 14         | 14        | Der Fall mit der anonymen Mandantin        | Baited Hook         | 21. Dez. 1957        | 19. Okt. 1990                         |
| 15         | 15        | Der Fall mit dem blutigen Fächer           | Fan Dancer’s Horse  | 28. Dez. 1957        | 1. Juni 1990                          |
| 16         | 16        | Der Fall mit dem Tyrannenmord              | Demure Defendant    | 4. Jan. 1958         | 15. Juni 1990                         |
| 17         | 17        | Der Fall mit der undankbaren Mandantin     | Sun-bather’s Diary  | 11. Jan. 1958        | 18. Mai 1990                          |
| 18         | 18        | Der Fall mit dem doppelten Alibi           | Cautious Coquette   | 18. Jan. 1958        | 25. Mai 1990                          |
| 19         | 19        | Der Fall mit dem verfolgten Verfolger      | Haunted Husband     | 25. Jan. 1958        | 22. Juni 1990                         |
| 20         | 20        | Der Fall mit der einsamen Erbin            | Lonely Heiress      | 1. Feb. 1958         | 26. Okt. 1990                         |
| 21         | 21        | Der Fall mit dem häßlichen Entlein         | Green-Eyed Sister   | 8. Feb. 1958         | 2. Nov. 1990                          |
| 22         | 22        | Der Fall mit dem betäubten Piloten         | Fugitive Nurse      | 15. Feb. 1958        | 25. Aug. 1961                         |
| 23         | 23        | Der Fall mit der einäugigen Zeugin         | One-Eyed Witness    | 22. Feb. 1958        | 7. Dez. 1990                          |
| 24         | 24        | Der Fall mit dem tödlichen Alptraum        | Deadly Double       | 1. März 1958         | 9. Nov. 1990                          |
| 25         | 25        | Der Fall mit der leeren Blechbüchse        | Empty Tin           | 8. März 1958         | 16. Nov. 1990                         |
| 26         | 26        | Der Fall mit dem wandernden Schatten       | Half-Wakened Wife   | 15. März 1958        | 29. Juni 1990                         |
| 27         | 27        | Der Fall mit dem verschwundenen Medaillon  | Desperate Daughter  | 22. März 1958        | 6. Juli 1990                          |
| 28         | 28        | Der Fall mit der toten Spionin             | Daring Decoy        | 29. März 1958        | 13. Juli 1990                         |
| 29         | 29        | Der Fall mit dem großen Geheimnis          | Hesitant Hostess    | 5. Apr. 1958         | 20. Juli 1990                         |
| 30         | 30        | Der Fall mit dem gefälschten Diktat        | Screaming Woman     | 26. Apr. 1958        | 27. Juli 1990                         |
| 31         | 31        | Der Fall mit der alten Dame                | Fiery Fingers       | 3. Mai 1958          | 11. Mai 1990                          |
| 32         | 32        | Der Fall mit dem vertauschten Portrait     | Substitute Face     | 10. Mai 1958         | 10. Aug. 1961                         |
| 33         | 33        | Der Fall mit dem ermordeten Mörder         | Long-Legged Models  | 17. Mai 1958         | 21. Dez. 1990                         |
| 34         | 34        | Der Fall mit den drei Blondinen            | Gilded Lily         | 24. Mai 1958         | 17. Aug. 1990                         |
| 35         | 35        | Der Fall mit der wertlosen Mine            | Lazy Lover          | 31. Mai 1958         | 20. Juli 1962                         |
| 36         | 36        | Der Fall mit dem schiefen Stammbaum        | Prodigal Parent     | 7. Juni 1958         | 23. Nov. 1990                         |
| 37         | 37        | Der Fall mit dem glücklichen Großvater     | Black-Eyed Blonde   | 14. Juni 1958        | 31. Aug. 1990                         |
| 38         | 38        | Der Fall mit dem schweigsamen Gentleman    | Terrified Typist    | 21. Juni 1958        | 4. Jan. 1991                          |
| 39         | 39        | Der Fall mit dem senilen Richter           | Rolling Bones       | 28. Juni 1958        | 7. Sep. 1990                          |

## Staffel 2
| Nr. (ges.) | Nr. (St.) | Deutscher Titel                             | Originaltitel        | Erstausstrahlung USA | Deutschsprachige Erstausstrahlung (D) |
| ---------- | --------- | ------------------------------------------- | -------------------- | -------------------- | ------------------------------------- |
| 40         | 1         | Der Fall mit dem Mann der zweimal starb     | Corresponding Corpse | 20. Sep. 1958        | 6. Dez. 1961                          |
| 41         | 2         | Der Fall mit den gefälschten Papieren       | Lucky Loser          | 27. Sep. 1958        | 21. Sep. 1990                         |
| 42         | 3         | Der Fall mit dem ehrlichen Finder           | Pint-Sized Client    | 4. Okt. 1958         | 10. März 1962                         |
| 43         | 4         | Der Fall mit den versengten Scheinen        | Sardonic Sergeant    | 11. Okt. 1958        | 11. Jan. 1991                         |
| 44         | 5         | Der Fall mit dem neuen Hausherren           | Curious Bride        | 18. Okt. 1958        | 18. Jan. 1991                         |
| 45         | 6         | Der Fall mit dem vergrabenen Wecker         | Buried Clock         | 1. Nov. 1958         | 5. Apr. 1991                          |
| 46         | 7         | Der Fall mit dem überarbeiteten Lehrer      | Married Moonlighters | 8. Nov. 1958         | 22. Feb. 1991                         |
| 47         | 8         | Der Fall mit dem gehörnten Jockey           | Jilted Jockey        | 15. Nov. 1958        | 30. März 1962                         |
| 48         | 9         | Der Fall mit der Frau in Purpur             | Purple Woman         | 6. Dez. 1958         | 23. Nov. 1962                         |
| 49         | 10        | Der Fall mit der unverheirateten Ehefrau    | Fancy Figures        | 13. Dez. 1958        | 23. Juni 1962                         |
| 50         | 11        | Der Fall mit dem unvereidigten Papagei      | Perjured Parrot      | 20. Dez. 1958        | 8. Feb. 1991                          |
| 51         | 12        | Der Fall mit den zersprungenen Träumen      | Shattered Dream      | 3. Jan. 1959         | 26. Mai 1962                          |
| 52         | 13        | Der Fall mit dem geheimnisvollen Liebhaber  | Borrowed Brunette    | 10. Jan. 1959        | 19. Apr. 1991                         |
| 53         | 14        | Der Fall mit dem Morphium Cocktail          | Glittering Gold Fish | 17. Jan. 1959        | 26. Apr. 1991                         |
| 54         | 15        | Der Fall mit der verbrannten Frauenleiche   | Footloose Doll       | 24. Jan. 1959        | 22. März 1991                         |
| 55         | 16        | Der Fall mit dem geküßten Staatsanwalt      | Fraudulent Foto      | 7. Feb. 1959         | 28. Sep. 1990                         |
| 56         | 17        | Der Fall mit der vergessenen Frau           | Romantic Rogue       | 14. Feb. 1959        | 8. März 1991                          |
| 57         | 18        | Der Fall mit dem betrogenen Komiker         | Jaded Joker          | 21. Feb. 1959        | 29. März 1991                         |
| 58         | 19        | Der Fall mit dem getesteten Erben           | Caretaker’s Cat      | 7. März 1959         | 10. Mai 1991                          |
| 59         | 20        | Der Fall mit dem stotternden Bischof        | Stuttering Bishop    | 14. März 1959        | 17. Mai 1991                          |
| 60         | 21        | Der Fall mit dem verschwundenen dritten Akt | Lost Last Act        | 21. März 1959        | 24. Mai 1991                          |
| 61         | 22        | Der Fall mit dem belastenden Tonband        | Bedeviled Doctor     | 4. Apr. 1959         | 7. Juni 1991                          |
| 62         | 23        | Der Fall mit dem heulenden Hund             | Howling Dog          | 11. Apr. 1959        | 31. Mai 1991                          |
| 63         | 24        | Der Fall mit dem bewußtlosen Fotomodell     | Calendar Girl        | 18. Apr. 1959        | 14. Juni 1991                         |
| 64         | 25        | Der Fall mit dem rachsüchtigen Tankwart     | Petulant Partner     | 25. Apr. 1959        | 10. Juli 1992                         |
| 65         | 26        | Der Fall mit der herrischen Großmutter      | Dangerous Dowager    | 9. Mai 1959          | 17. Juli 1992                         |
| 66         | 27        | Der Fall mit dem tödlichen Spielzeug        | Deadly Toy           | 16. Mai 1959         | 21. Juni 1991                         |
| 67         | 28        | Der Fall mit dem spanischen Kreuz           | Spanish Cross        | 30. Mai 1959         | 28. Juni 1991                         |
| 68         | 29        | Der Fall mit der zweiten Miss Street        | Dubious Bridegroom   | 13. Juni 1959        | 5. Juli 1991                          |
| 69         | 30        | Der Fall mit dem mißglückten Anschlag       | Lame Canary          | 27. Juni 1959        | 12. Juli 1991                         |

## Staffel 3
| Nr. (ges.) | Nr. (St.) | Deutscher Titel                              | Originaltitel        | Erstausstrahlung USA | Deutschsprachige Erstausstrahlung (D) |
| ---------- | --------- | -------------------------------------------- | -------------------- | -------------------- | ------------------------------------- |
| 70         | 1         | Der Fall mit der Scheidung in Las Vegas      | Spurious Sister      | 3. Okt. 1959         | 19. Juli 1991                         |
| 71         | 2         | Der Fall mit der glänzenden Fassade          | Watery Witness       | 10. Okt. 1959        | 26. Juli 1991                         |
| 72         | 3         | Der Fall mit dem betrogenen Pokerspieler     | Garrulous Gambler    | 17. Okt. 1959        | 11. Aug. 1962                         |
| 73         | 4         | Der Fall mit den drei Perlenketten           | Blushing Pearl       | 24. Okt. 1959        | 3. Nov. 1962                          |
| 74         | 5         | Der Fall mit dem verschreckten Hengst        | Startled Stallion    | 31. Okt. 1959        | 16. Aug. 1991                         |
| 75         | 6         | Der Fall mit der verräterischen Schallplatte | Paul Drake’s Dilemma | 14. Nov. 1959        | 18. Jan. 1963                         |
| 76         | 7         | Der Fall mit der verlorenen Münze            | Golden Fraud         | 21. Nov. 1959        | 24. Aug. 1962                         |
| 77         | 8         | Der Fall mit den kopierten Bikinis           | Bartered Bikini      | 5. Dez. 1959         | 30. Aug. 1991                         |
| 78         | 9         | Der Fall mit dem gespielten Spieler          | Artful Dodger        | 12. Dez. 1959        | 19. Okt. 1962                         |
| 79         | 10        | Der Fall mit den leeren Versprechungen       | Lucky Legs           | 19. Dez. 1959        | 27. Sep. 1962                         |
| 80         | 11        | Der Fall mit dem entlassenen Sträfling       | Violent Village      | 2. Jan. 1960         | 14. Dez. 1962                         |
| 81         | 12        | Der Fall mit dem verschollen Flugzeug        | Frantic Flyer        | 9. Jan. 1960         | 4. Okt. 1991                          |
| 82         | 13        | Der Fall mit den alten Kameraden             | Wayward Wife         | 23. Jan. 1960        | 11. Okt. 1991                         |
| 83         | 14        | Der Fall mit dem befangenen Staatsanwalt     | Prudent Prosecutor   | 30. Jan. 1959        | 18. Okt. 1991                         |
| 84         | 15        | Der Fall mit dem schwarzen Handschuh         | Gallant Grafter      | 6. Feb. 1960         | 25. Okt. 1991                         |
| 85         | 16        | Der Fall mit dem angebohrten Ölbaron         | Wary Wildcatter      | 20. Feb. 1960        | 15. März 1991                         |
| 86         | 17        | Der Fall mit der versteckten Büchse          | Mythical Monkeys     | 27. Feb. 1960        | 8. Nov. 1991                          |
| 87         | 18        | Der Fall mit den vertauschten Pistolen       | Singing Skirt        | 12. März 1960        | 15. Nov. 1991                         |
| 88         | 19        | Der Fall mit dem vierbeinigen Zeugen         | Bashful Burro        | 26. März 1960        | 22. Nov. 1991                         |
| 89         | 20        | Der Fall mit dem weinenden Engel             | Crying Cherub        | 9. Apr. 1960         | 29. Nov. 1991                         |
| 90         | 21        | Der Fall mit dem mißtrauischen Onkel         | Nimble Nephew        | 23. Apr. 1960        | 6. Dez. 1991                          |
| 91         | 22        | Der Fall mit dem verliebten Mannequin        | Madcap Modiste       | 30. Apr. 1960        | 13. Dez. 1991                         |
| 92         | 23        | Der Fall mit dem verlassenen Marinesoldaten  | Slandered Submarine  | 14. Mai 1960         | 20. Dez. 1991                         |
| 93         | 24        | Der Fall mit dem Geld des Bankräubers        | Ominous Outcast      | 21. Mai 1960         | 27. Dez. 1991                         |
| 94         | 25        | Der Fall mit dem vermißten Erfinder          | Irate Inventor       | 28. Mai 1960         | 4. Jan. 1992                          |
| 95         | 26        | Der Fall mit dem doppelten Vater             | Flighty Father       | 11. Juni 1960        | 10. Jan. 1992                         |

## Staffel 4
| Nr. (ges.) | Nr. (St.) | Deutscher Titel                              | Originaltitel         | Erstausstrahlung USA | Deutschsprachige Erstausstrahlung (D) |
| ---------- | --------- | -------------------------------------------- | --------------------- | -------------------- | ------------------------------------- |
| 96         | 1         | Der Fall mit den falschen Haaren             | Treacherous Toupee    | 17. Sep. 1960        | 17. Jan. 1992                         |
| 97         | 2         | Der Fall mit der untreuen Erpresserin        | Credulous Quarry      | 24. Sep. 1960        | 24. Jan. 1992                         |
| 98         | 3         | Der Fall mit dem trickreichen Neffen         | Ill-Fated Faker       | 1. Okt. 1960         | 31. Jan. 1992                         |
| 99         | 4         | Der Fall mit dem gekauften Politiker         | Singular Double       | 8. Okt. 1960         | 7. Feb. 1992                          |
| 100        | 5         | Der Fall mit den verkauften Formeln          | Lavender Lipstick     | 15. Okt. 1960        | 14. Feb. 1992                         |
| 101        | 6         | Der Fall mit dem gierigen Seemann            | Wandering Widow       | 22. Okt. 1960        | 21. Feb. 1992                         |
| 102        | 7         | Der Fall mit der beschwipsten Artistin       | Clumsy Clown          | 5. Nov. 1960         | 28. Feb. 1992                         |
| 103        | 8         | Der Fall mit dem verstimmten Pianisten       | Provocative Protege   | 12. Nov. 1960        | 6. März 1992                          |
| 104        | 9         | Der Fall mit den neun Puppen                 | Nine Dolls            | 19. Nov. 1960        | 13. März 1992                         |
| 105        | 10        | Der Fall mit dem abgefüllten Stiefsohn       | Loquacious Liar       | 3. Dez. 1960         | 20. März 1992                         |
| 106        | 11        | Der Fall mit den roten Reitstiefeln          | Red Riding Boots      | 10. Dez. 1960        | 27. März 1992                         |
| 107        | 12        | Der Fall mit der zwielichtigen Toten         | Larcenous Lady        | 17. Dez. 1960        | 3. Apr. 1992                          |
| 108        | 13        | Der Fall mit dem umgekrempelten Verlag       | Envious Editor        | 7. Jan. 1961         | 10. Apr. 1992                         |
| 109        | 14        | Der Fall mit dem folgenschweren Unfall       | Resolute Reformer     | 14. Jan. 1961        | 24. Apr. 1992                         |
| 110        | 15        | Der Fall mit dem alten Papiergeld            | Fickle Fortune        | 21. Jan. 1961        | 8. Mai 1992                           |
| 111        | 16        | Der Fall mit dem erstochenen Playboy         | Waylaid Wolf          | 4. Feb. 1961         | 15. Mai 1992                          |
| 112        | 17        | Der Fall mit dem tyrannischen Kranken        | Wintry Wife           | 18. Feb. 1961        | 22. Mai 1992                          |
| 113        | 18        | Der Fall mit der zornigen Leiche             | Angry Dead Man        | 25. Feb. 1961        | 29. Mai 1992                          |
| 114        | 19        | Der Fall mit dem blinden Dieb                | Blind Man’s Bluff     | 11. März 1961        | 5. Juni 1992                          |
| 115        | 20        | Der Fall mit der zu billigen Farm            | Barefaced Witness     | 18. März 1961        | 12. Juni 1992                         |
| 116        | 21        | Der Fall mit dem ängstlichen Zeichner        | Difficult Detour      | 25. März 1961        | 19. Juni 1992                         |
| 117        | 22        | Der Fall mit dem manikürten Löwen            | Cowardly Lion         | 8. Apr. 1961         | 26. Juni 1992                         |
| 118        | 23        | Der Fall mit dem brandheißen Gobelin         | Torrid Tapestry       | 22. Apr. 1961        | 24. Juli 1992                         |
| 119        | 24        | Der Fall mit der grellen Weste               | Violent Vest          | 29. Apr. 1961        | 31. Juli 1992                         |
| 120        | 25        | Der Fall mit der abgelenkten Lenkwaffe       | Misguided Missile     | 6. Mai 1961          | 7. Aug. 1992                          |
| 121        | 26        | Der Fall mit den unehelichen Kindern         | Duplicate Daughter    | 20. Mai 1961         | 14. Aug. 1992                         |
| 122        | 27        | Der Fall mit dem argwöhnischen Großvater     | Grumbling Grandfather | 27. Mai 1961         | 21. Aug. 1992                         |
| 123        | 28        | Der Fall mit dem verräterischen Telefonanruf | Guilty Clients        | 10. Juni 1961        | 28. Aug. 1992                         |

## Staffel 5
| Nr. (ges.) | Nr. (St.) | Deutscher Titel                                    | Originaltitel       | Erstausstrahlung USA | Deutschsprachige Erstausstrahlung (D) |
| ---------- | --------- | -------------------------------------------------- | ------------------- | -------------------- | ------------------------------------- |
| 124        | 1         | Der Fall mit dem verunglückten Zeitungsverleger    | Jealous Journalist  | 2. Sep. 1961         | 4. Sep. 1992                          |
| 125        | 2         | Der Fall mit dem gierigen Geschäftspartner         | Impatient Partner   | 16. Sep. 1961        | 11. Sep. 1992                         |
| 126        | 3         | Der Fall mit dem unbespielten Tonband              | Missing Melody      | 30. Sep. 1961        | 18. Sep. 1992                         |
| 127        | 4         | Der Fall mit dem sinkenden Schiff                  | Malicious Mariner   | 7. Okt. 1961         | 25. Sep. 1992                         |
| 128        | 5         | Der Fall mit dem sensiblen Spaßvogel               | Crying Comedian     | 14. Okt. 1961        | 2. Okt. 1992                          |
| 129        | 6         | Der Fall mit dem mittelmäßigen Medium              | Meddling Medium     | 21. Okt. 1961        | 9. Okt. 1992                          |
| 130        | 7         | Der Fall mit der falschen Fehldiagnose             | Pathetic Patient    | 28. Okt. 1961        | 16. Okt. 1992                         |
| 131        | 8         | Der Fall mit dem geschmuggelten Goldschatz         | Traveling Treasure  | 4. Nov. 1961         | 23. Okt. 1992                         |
| 132        | 9         | Der Fall mit der lebendigen Leiche                 | Posthumous Painter  | 11. Nov. 1961        | 30. Okt. 1992                         |
| 133        | 10        | Der Fall mit dem rücksichtslosen Rennfahrer        | Injured Innocent    | 18. Nov. 1961        | 6. Nov. 1992                          |
| 134        | 11        | Der Fall mit dem linkshändigen Lügner              | Left-Handed Liar    | 25. Nov. 1961        | 13. Nov. 1992                         |
| 135        | 12        | Der Fall mit der schwierigen Schenkung             | Brazen Beques       | 2. Dez. 1961         | 20. Nov. 1992                         |
| 136        | 13        | Der Fall mit dem untergetauchten Überläufer        | Renegade Refugee    | 9. Dez. 1961         | 4. Dez. 1992                          |
| 137        | 14        | Der Fall mit dem fremdgebliebenen Familienmitglied | Unwelcome Bride     | 16. Dez. 1961        | 11. Dez. 1992                         |
| 138        | 15        | Der Fall mit dem veränderten Flußlauf              | Roving River        | 30. Dez. 1961        | 27. Nov. 1992                         |
| 139        | 16        | Der Fall mit dem schönen Schatten                  | Shapely Shadow      | 6. Jan. 1962         | 18. Dez. 1992                         |
| 140        | 17        | Der Fall mit der gestohlenen Gedenkmünze           | Captain’s Coins     | 13. Jan. 1962        | 8. Jan. 1993                          |
| 141        | 18        | Der Fall mit den wertvollen Warenzeichen           | Tarnished Trademark | 20. Jan. 1962        | 15. Jan. 1993                         |
| 142        | 19        | Der Fall mit der schönen Schmugglerin              | Glamorous Ghost     | 3. Feb. 1962         | 22. Jan. 1993                         |
| 143        | 20        | Der Fall mit der beeinflußten Brieffreundschaft    | Poison-Pen Pal      | 10. Feb. 1962        | 29. Jan. 1993                         |
| 144        | 21        | Der Fall mit der mysteriösen Minenbesitzerin       | Mystified Miner     | 24. Feb. 1962        | 5. Feb. 1993                          |
| 145        | 22        | Der Fall mit den gestohlenen Geldanlagen           | Crippled Cougar     | 3. März 1962         | 12. Feb. 1993                         |
| 146        | 23        | Der Fall mit dem makelnden Makler                  | Absent Artist       | 17. März 1962        | 19. Feb. 1993                         |
| 147        | 24        | Der Fall mit dem schwermütigen Scharfschützen      | Melancholy Marksman | 24. März 1962        | 26. Feb. 1993                         |
| 148        | 25        | Der Fall mit dem anfälligen Astronauten            | Angry Astronaut     | 7. Apr. 1962         | 5. März 1993                          |
| 149        | 26        | Der Fall mit dem betrogenen Baby                   | Borrowed Baby       | 14. Apr. 1962        | 12. März 1993                         |
| 150        | 27        | Der Fall mit der betrügerischen Geisteskrankheit   | Counterfeit Crank   | 28. Apr. 1962        | 19. März 1993                         |
| 151        | 28        | Der Fall mit der schlechten Schauspielerin         | Ancient Romeo       | 5. Mai 1962          | 26. März 1993                         |
| 152        | 29        | Der Fall mit dem findigen Filmproduzenten          | Promoter’s Pillbox  | 19. Mai 1962         | 2. Apr. 1993                          |
| 153        | 30        | Der Fall mit der ehrbaren Erbin                    | Lonely Eloper       | 26. Mai 1962         | 9. Apr. 1993                          |

## Staffel 6
| Nr. (ges.) | Nr. (St.) | Deutscher Titel                                    | Originaltitel       | Erstausstrahlung USA | Deutschsprachige Erstausstrahlung (D) |
| ---------- | --------- | -------------------------------------------------- | ------------------- | -------------------- | ------------------------------------- |
| 154        | 1         | Der Fall mit den einträglichen Erstausgaben        | Bogus Books         | 27. Sep. 1962        | 16. Apr. 1993                         |
| 155        | 2         | Der Fall mit der lebendig gehaltenen Leiche        | Capricious Corpse   | 4. Okt. 1962         | 23. Apr. 1993                         |
| 156        | 3         | Der Fall mit dem beschränkten Boxer                | Playboy Pugilist    | 11. Okt. 1962        | 30. Apr. 1993                         |
| 157        | 4         | Der Fall mit dem blauäugigen Buchhalter            | Double-Entry Mind   | 18. Okt. 1962        | 7. Mai 1993                           |
| 158        | 5         | Der Fall mit dem pflichtbewußten Polizisten        | Hateful Hero        | 25. Okt. 1962        | 14. Mai 1993                          |
| 159        | 6         | Der Fall mit dem perfekten Plagiat                 | Dodging Domino      | 1. Nov. 1962         | 21. Mai 1993                          |
| 160        | 7         | Der Fall mit dem betrügerischen Bruder             | Unsuitable Uncle    | 8. Nov. 1962         | 28. Mai 1993                          |
| 161        | 8         | Der Fall mit dem verwandten Vermögensverwalter     | Stand-In Sister     | 15. Nov. 1962        | 4. Juni 1993                          |
| 162        | 9         | Der Fall mit der gefälschten Grabfigur             | Weary Watchdog      | 29. Nov. 1962        | 11. Juni 1993                         |
| 163        | 10        | Der Fall mit der lüsternen Lehrerin                | Lurid Letter        | 6. Dez. 1962         | 18. Juni 1993                         |
| 164        | 11        | Der Fall mit dem reinrassigen Rennpferd            | Fickle Filly        | 13. Dez. 1962        | 25. Juni 1993                         |
| 165        | 12        | Der Fall mit der wohlversorgten Waise              | Polka Dot Pony      | 20. Dez. 1962        | 2. Juli 1993                          |
| 166        | 13        | Der Fall mit der temperamentvollen Tante           | Shoplifter’s Shoe   | 3. Jan. 1963         | 9. Juli 1993                          |
| 167        | 14        | Der Fall mit der erpreßten Explosion               | Bluffing Blast      | 10. Jan. 1963        | 16. Juli 1993                         |
| 168        | 15        | Der Fall mit dem protzigen Professor               | Prankish Professor  | 17. Jan. 1963        | 23. Juli 1993                         |
| 169        | 16        | Der Fall mit der rigorosen Rechtsanwältin          | Constant Doyle      | 31. Jan. 1963        | 30. Juli 1993                         |
| 170        | 17        | Der Fall mit dem jovialen Juristen                 | Libelous Locket     | 7. Feb. 1963         | 6. Aug. 1993                          |
| 171        | 18        | Der Fall mit den unauffindbaren Unterlagen         | Two-Faced Turnabout | 14. Feb. 1963        | 13. Aug. 1993                         |
| 172        | 19        | Der Fall mit den verdächtigen Verehrern            | Surplus Suitor      | 28. Feb. 1963        | 20. Aug. 1993                         |
| 173        | 20        | Der Fall mit dem ordensgeschmückten Orangenzüchter | Golden Oranges      | 7. März 1963         | 27. Aug. 1993                         |
| 174        | 21        | Der Fall mit dem reuevollen Rächer                 | Lawful Lazarus      | 14. März 1963        | 3. Sep. 1993                          |
| 175        | 22        | Der Fall mit der manierierten Mandantin            | Velvet Claws        | 21. März 1963        | 10. Sep. 1993                         |
| 176        | 23        | Der Fall mit der schnulzigen Scheidung             | Lover’s Leap        | 4. Apr. 1963         | 17. Sep. 1993                         |
| 177        | 24        | Der Fall mit der manipulierten Maschine            | Elusive Element     | 11. Apr. 1963        | 24. Sep. 1993                         |
| 178        | 25        | Der Fall mit der griechischen Göttin               | Greek Goddess       | 18. Apr. 1963        | 1. Okt. 1993                          |
| 179        | 26        | Der Fall mit dem mörderischen Manuskript           | Skeleton’s Closet   | 2. Mai 1963          | 8. Okt. 1993                          |
| 180        | 27        | Der Fall mit dem getäuschten Gärtner               | Potted Planter      | 9. Mai 1963          | 15. Okt. 1993                         |
| 181        | 28        | Der Fall mit dem rehabilitierten Richter           | Witless Witness     | 16. Mai 1963         | 22. Okt. 1993                         |

## Staffel 7
| Nr. (ges.) | Nr. (St.) | Deutscher Titel                                       | Originaltitel          | Erstausstrahlung USA | Deutschsprachige Erstausstrahlung (D) |
| ---------- | --------- | ----------------------------------------------------- | ---------------------- | -------------------- | ------------------------------------- |
| 182        | 1         | Der Fall mit dem verschollenen Verwandten             | Nebulous Nephew        | 26. Sep. 1963        | 29. Okt. 1993                         |
| 183        | 2         | Der Fall mit der wandernden Waffe                     | Shifty Shoebox         | 3. Okt. 1963         | 5. Nov. 1993                          |
| 184        | 3         | Der Fall mit der gesalzenen Goldmine                  | Drowsy Mosquito        | 10. Okt. 1963        | 12. Nov. 1993                         |
| 185        | 4         | Der Fall mit dem trickreichen Todesurteil             | Deadly Verdict         | 17. Okt. 1963        | 19. Nov. 1993                         |
| 186        | 5         | Der Fall mit dem falschen Freund                      | Decadent Dean          | 24. Okt. 1963        | 26. Nov. 1993                         |
| 187        | 6         | Der Fall mit dem gefälschten Gemälde                  | Reluctant Model        | 31. Okt. 1963        | 3. Dez. 1993                          |
| 188        | 7         | Der Fall mit dem beschlagenen Bigamisten              | Bigamous Spouse        | 14. Nov. 1963        | 10. Dez. 1993                         |
| 189        | 8         | Der Fall mit dem schlauen Schmuggler                  | Floating Stones        | 21. Nov. 1963        | 17. Dez. 1993                         |
| 190        | 9         | Der Fall mit dem verhinderten Vermächtnis             | Festive Felon          | 28. Nov. 1963        | 24. Dez. 1993                         |
| 191        | 10        | Der Fall mit der hilfsbereiten Hausdame               | Devious Delinquent     | 5. Dez. 1963         | 31. Dez. 1993                         |
| 192        | 11        | Der Fall mit dem fingierten Farmverkauf               | Bouncing Boomerang     | 12. Dez. 1963        | 1. Jan. 1994                          |
| 193        | 12        | Der Fall mit dem betrogenen Bruder                    | Badgered Brother       | 19. Dez. 1963        | 8. Jan. 1994                          |
| 194        | 13        | Der Fall mit der ergebenen Ehefrau                    | Wednesday Woman        | 2. Jan. 1964         | 15. Jan. 1994                         |
| 195        | 14        | Der Fall mit der undurchsichtigen Unternehmensführung | Accosted Accountant    | 9. Jan. 1964         | 22. Jan. 1994                         |
| 196        | 15        | Der Fall mit den freizügigen Fotos                    | Capering Camera        | 16. Jan. 1964        | 29. Jan. 1994                         |
| 197        | 16        | Der Fall mit dem tödlichen Trockeneis                 | Ice-Cold Hands         | 23. Jan. 1964        | 5. Feb. 1994                          |
| 198        | 17        | Der Fall mit der schreckhaften Schriftstellerin       | Bountiful Beauty       | 6. Feb. 1964         | 12. Feb. 1994                         |
| 199        | 18        | Der Fall mit der erinnerungslosen Frau                | Nervous Neighbor       | 13. Feb. 1964        | 19. Feb. 1994                         |
| 200        | 19        | Der Fall mit dem freigiebigen Franzosen               | 50-Millionth Frenchman | 20. Feb. 1964        | 26. Feb. 1994                         |
| 201        | 20        | Der Fall mit der zurückhaltenden Zeugin               | Frightened Fisherman   | 27. Feb. 1964        | 5. März 1994                          |
| 202        | 21        | Der Fall mit dem biederen Brandstifter                | Arrogant Arsonist      | 5. März 1964         | 12. März 1994                         |
| 203        | 22        | Der Fall mit der hintergangenen Hellseherin           | Garrulous Go-Between   | 12. März 1964        | 19. März 1994                         |
| 204        | 23        | Der Fall mit dem weinerlichen Witwer                  | Woeful Widower         | 26. März 1964        | 26. März 1994                         |
| 205        | 24        | Der Fall mit dem korrupten Kritiker                   | Simple Simon           | 2. Apr. 1964         | 2. Apr. 1994                          |
| 206        | 25        | Der Fall mit den seltsamen Sinnestäuschungen          | Illicit Illusion       | 9. Apr. 1964         | 10. Apr. 1994                         |
| 207        | 26        | Der Fall mit dem angeblichen Alkoholiker              | Antic Angel            | 16. Apr. 1964        | 3. Apr. 1994                          |
| 208        | 27        | Der Fall mit dem kuriosen Kidnapping                  | Careless Kidnapper     | 30. Apr. 1964        | 17. Apr. 1994                         |
| 209        | 28        | Der Fall mit dem schrulligen Schrotthändler           | Drifting Dropout       | 7. Mai 1964          | 24. Apr. 1994                         |
| 210        | 29        | Der Fall mit den beschädigten Bremsen                 | Tandem Target          | 14. Mai 1964         | 1. Mai 1994                           |
| 211        | 30        | Der Fall mit der schüchternen Schönheit               | Ugly Duckling          | 21. Mai 1964         | 8. Mai 1994                           |

## Staffel 8
| Nr. (ges.) | Nr. (St.) | Deutscher Titel                                | Originaltitel         | Erstausstrahlung USA | Deutschsprachige Erstausstrahlung (D) |
| ---------- | --------- | ---------------------------------------------- | --------------------- | -------------------- | ------------------------------------- |
| 212        | 1         | Der Fall mit dem strittigen Sorgerecht         | Missing Button        | 24. Sep. 1964        | 15. Mai 1994                          |
| 213        | 2         | Der Fall mit dem störrischen Stiefsohn         | Paper Bullets         | 1. Okt. 1964         | 22. Mai 1994                          |
| 214        | 3         | Der Fall mit dem berechnenden Bildhauer        | Scandalous Sculptor   | 8. Okt. 1964         | unbekannt                             |
| 215        | 4         | Der Fall mit der nervenschwachen Nichte        | Sleepy Slayer         | 15. Okt. 1964        | unbekannt                             |
| 216        | 5         | Der Fall mit der betrogenen Braut              | Betrayed Bride        | 22. Okt. 1964        | unbekannt                             |
| 217        | 6         | Der Fall mit der keuschen Krankenschwester     | Nautical Knot         | 29. Okt. 1964        | unbekannt                             |
| 218        | 7         | Der Fall mit der herrischen Herzogin           | Bullied Bowler        | 5. Nov. 1964         | unbekannt                             |
| 219        | 8         | Der Fall mit dem mysteriösen Mitternacht       | Place Called Midnight | 12. Nov. 1964        | unbekannt                             |
| 220        | 9         | Der Fall mit dem raffgierigen Regisseur        | Tragic Trophy         | 19. Nov. 1964        | unbekannt                             |
| 221        | 10        | Der Fall mit dem verschlagenen Vertragspartner | Reckless Rockhound    | 26. Nov. 1964        | unbekannt                             |
| 222        | 11        | Der Fall mit dem geisteskranken Gatten         | Latent Lover          | 3. Dez. 1964         | unbekannt                             |
| 223        | 12        | Der Fall mit dem merkwürdigen Münzsammler      | Wooden Nickels        | 10. Dez. 1964        | unbekannt                             |
| 224        | 13        | Der Fall mit der blauäugigen Blondine          | Blonde Bonanza        | 17. Dez. 1964        | unbekannt                             |
| 225        | 14        | Der Fall mit dem kaltblütigen Kolumnisten      | Ruinous Road          | 31. Dez. 1964        | unbekannt                             |
| 226        | 15        | Der Fall mit der sentimentalen Sängerin        | Frustrated Folksinger | 7. Jan. 1965         | unbekannt                             |
| 227        | 16        | Der Fall mit der trickreichen Taschendiebin    | Thermal Thief         | 14. Jan. 1965        | unbekannt                             |
| 228        | 17        | Der Fall mit dem geheimnisvollen Gift          | Golden Venom          | 21. Jan. 1965        | unbekannt                             |
| 229        | 18        | Der Fall mit dem skrupellosen Spekulanten      | Telltale Tap          | 4. Feb. 1965         | unbekannt                             |
| 230        | 19        | Der Fall mit der gefährdeten Grabstätte        | Feather Cloak         | 11. Feb. 1965        | unbekannt                             |
| 231        | 20        | Der Fall mit der kritischen Kunststudentin     | Lover’s Gamble        | 18. Feb. 1965        | unbekannt                             |
| 232        | 21        | Der Fall mit dem absurden Aberglauben          | Fatal Fetish          | 4. März 1965         | unbekannt                             |
| 233        | 22        | Der Fall mit dem charmanten Schwindler         | Sad Sicilian          | 11. März 1965        | unbekannt                             |
| 234        | 23        | Der Fall mit der mörderischen Meerjungfrau     | Murderous Mermaid     | 18. März 1965        | unbekannt                             |
| 235        | 24        | Der Fall mit dem kranken Kätzchen              | Careless Kitten       | 25. März 1965        | unbekannt                             |
| 236        | 25        | Der Fall mit der gestohlenen Geburtsurkunde    | Deadly Debt           | 1. Apr. 1965         | unbekannt                             |
| 237        | 26        | Der Fall mit dem raffinierten Roulettebetrug   | Gambling Lady         | 8. Apr. 1965         | unbekannt                             |
| 238        | 27        | Der Fall mit dem ausgetauschten Aktenkoffer    | Duplicate Case        | 22. Feb. 1965        | unbekannt                             |
| 239        | 28        | Der Fall mit dem erstochenen Exzentriker       | Grinning Gorilla      | 29. Apr. 1965        | unbekannt                             |
| 240        | 29        | Der Fall mit der erschwindelten Export Lizenz  | Wrongful Writ         | 6. Mai 1965          | unbekannt                             |
| 241        | 30        | Der Fall mit der diebischen Doppelgängerin     | Mischievous Doll      | 13. Mai 1965         | unbekannt                             |

## Staffel 9
| Nr. (ges.) | Nr. (St.) | Deutscher Titel                                    | Originaltitel       | Erstausstrahlung USA | Deutschsprachige Erstausstrahlung (D) |
| ---------- | --------- | -------------------------------------------------- | ------------------- | -------------------- | ------------------------------------- |
| 242        | 1         | Der Fall mit der lachenden Lady                    | Laughing Lady       | 12. Sep. 1965        | unbekannt                             |
| 243        | 2         | Der Fall mit der wunderbaren Weissagung            | Fatal Fortune       | 19. Sep. 1965        | unbekannt                             |
| 244        | 3         | Der Fall mit dem patentierten Pralinenrezept       | Candy Queen         | 26. Sep. 1965        | unbekannt                             |
| 245        | 4         | Der Fall mit dem unehrlichen Universitätsprofessor | Cheating Chancellor | 3. Okt. 1965         | unbekannt                             |
| 246        | 5         | Der Fall mit der toten Tante                       | Impetuous Imp       | 10. Okt. 1965        | unbekannt                             |
| 247        | 6         | Der Fall mit der verunglückten Versicherung        | Carefree Coronary   | 17. Okt. 1965        | unbekannt                             |
| 248        | 7         | Der Fall mit der eiligen Eheschließung             | Hasty Honeymooner   | 24. Okt. 1965        | unbekannt                             |
| 249        | 8         | Der Fall mit dem bankrotten Brandstifter           | 12th Wildcat        | 31. Okt. 1965        | unbekannt                             |
| 250        | 9         | Der Fall mit dem geldgierigen Gespenst             | Wrathful Wraith     | 7. Nov. 1965         | unbekannt                             |
| 251        | 10        | Der Fall mit dem manipulierten Motorgetriebe       | Runaway Racer       | 14. Nov. 1965        | unbekannt                             |
| 252        | 11        | Der Fall mit dem zaudernden Zeugen                 | Silent Six          | 21. Nov. 1965        | unbekannt                             |
| 253        | 12        | Der Fall mit dem flüchtigen Fräulein               | Fugitive Fraulein   | 28. Nov. 1965        | unbekannt                             |
| 254        | 13        | Der Fall mit der winzigen Wanze                    | Baffling Bug        | 12. Dez. 1965        | unbekannt                             |
| 255        | 14        | Der Fall mit dem halbseidenen Herrenclub           | Golden Girls        | 19. Dez. 1965        | unbekannt                             |
| 256        | 15        | Der Fall mit dem betrogenen Bigamisten             | Bogus Buccaneer     | 9. Jan. 1966         | unbekannt                             |
| 257        | 16        | Der Fall mit dem mutigen Moderator                 | Midnight Howler     | 16. Jan. 1966        | unbekannt                             |
| 258        | 17        | Der Fall mit der voreiligen Verhaftung             | Vanishing Victim    | 23. Jan. 1966        | unbekannt                             |
| 259        | 18        | Der Fall mit dem gerissenen Golfspieler            | Golfer’s Gambit     | 30. Jan. 1966        | unbekannt                             |
| 260        | 19        | Der Fall mit den kuriosen Kunstdiebstählen         | Sausalito Sunrise   | 13. Feb. 1966        | unbekannt                             |
| 261        | 20        | Der Fall mit dem posierenden Pianisten             | Scarlet Scandal     | 20. Feb. 1966        | unbekannt                             |
| 262        | 21        | Der Fall mit dem schüchternen Schurken             | Twice Told Twist    | 27. Feb. 1966        | unbekannt                             |
| 263        | 22        | Der Fall mit der gekauften Gesangskarriere         | Avenging Angel      | 13. März 1966        | unbekannt                             |
| 264        | 23        | Der Fall mit dem schäbigen Schmuckdesigner         | Tsarina’s Tiara     | 20. März 1966        | unbekannt                             |
| 265        | 24        | Der Fall mit dem raffinierten Rollentausch         | Fanciful Frail      | 27. März 1966        | unbekannt                             |
| 266        | 25        | Der Fall mit der einträglichen Erdölquelle         | Unwelcome Well      | 3. Apr. 1966         | unbekannt                             |
| 267        | 26        | Der Fall mit dem dressierten Doppelgänger          | Dead Ringer         | 17. Apr. 1966        | unbekannt                             |
| 268        | 27        | Der Fall mit der schäbigen Schönheit               | Misguided Model     | 24. Apr. 1966        | unbekannt                             |
| 269        | 28        | Der Fall mit den fragwürdigen Fotos                | Positive Negative   | 1. Mai 1966          | unbekannt                             |
| 270        | 29        | Der Fall mit dem skrupellosen Skandalreporter      | Crafty Kidnapper    | 15. Mai 1966         | unbekannt                             |
| 271        | 30        | Der Fall mit der letzten Leiche                    | Final Fade-Out      | 22. Mai 1966         | unbekannt                             |